# Loděnice (Jedousov)
Loděnice je malá vesnice, část obce Jedousov v okrese Pardubice. Nachází se asi 1,5 km na západ od Jedousova. V roce 2009 zde bylo evidováno 16 adres. V roce 2001 zde trvale žilo 26 obyvatel.
Loděnice leží v katastrálním území Jedousov o výměře 3,41 km2.